# Andrzej Karweta
Andrzej Karweta (ur. 11 czerwca 1958 w Jeleniu, zm. 10 kwietnia 2010 w Smoleńsku) – oficer dyplomowany polskiej Marynarki Wojennej w stopniu wiceadmirała, magister inżynier nawigator, w okresie od 1986 do 2002 dowódca ORP „Czapla”, ORP „Mewa” i 13. Dywizjonu Trałowców, w latach 2005-2006 zastępca dowódcy 8. Flotylli Obrony Wybrzeża, w latach 2007–2010 dowódca Marynarki Wojennej.

## Wykształcenie
Andrzej Karweta urodził się 11 czerwca 1958 w Jeleniu (obecnie dzielnica miasta Jaworzno). W 1977 roku ukończył Liceum Ogólnokształcące im. Stanisława Staszica w Chrzanowie i został przyjęty na Wydział Dowódczy Wyższej Szkoły Marynarki Wojennej im. Bohaterów Westerplatte w Gdyni. Po pięciu latach studiów uzyskał tytuł zawodowy magistra inżyniera nawigatora oraz otrzymał promocję na pierwszy stopień wojskowy oficerski – podporucznika marynarki.
W 1989 roku odbył Wyższy Kurs Doskonalenia Oficerów, natomiast w 1992 i 1997 roku był słuchaczem podyplomowych studiów operacyjno-taktycznych w Instytucie Dowódczo-Sztabowym Akademii Marynarki Wojennej.
W 2006 roku rozpoczął Studia Polityki Obronnej na Wydziale Strategiczno-Obronnym Akademii Obrony Narodowej w Warszawie, a następnie został skierowany do Królewskiej Akademii Studiów Obronnych w Londynie (ang. Royal College of Defence Studies).

## Służba wojskowa

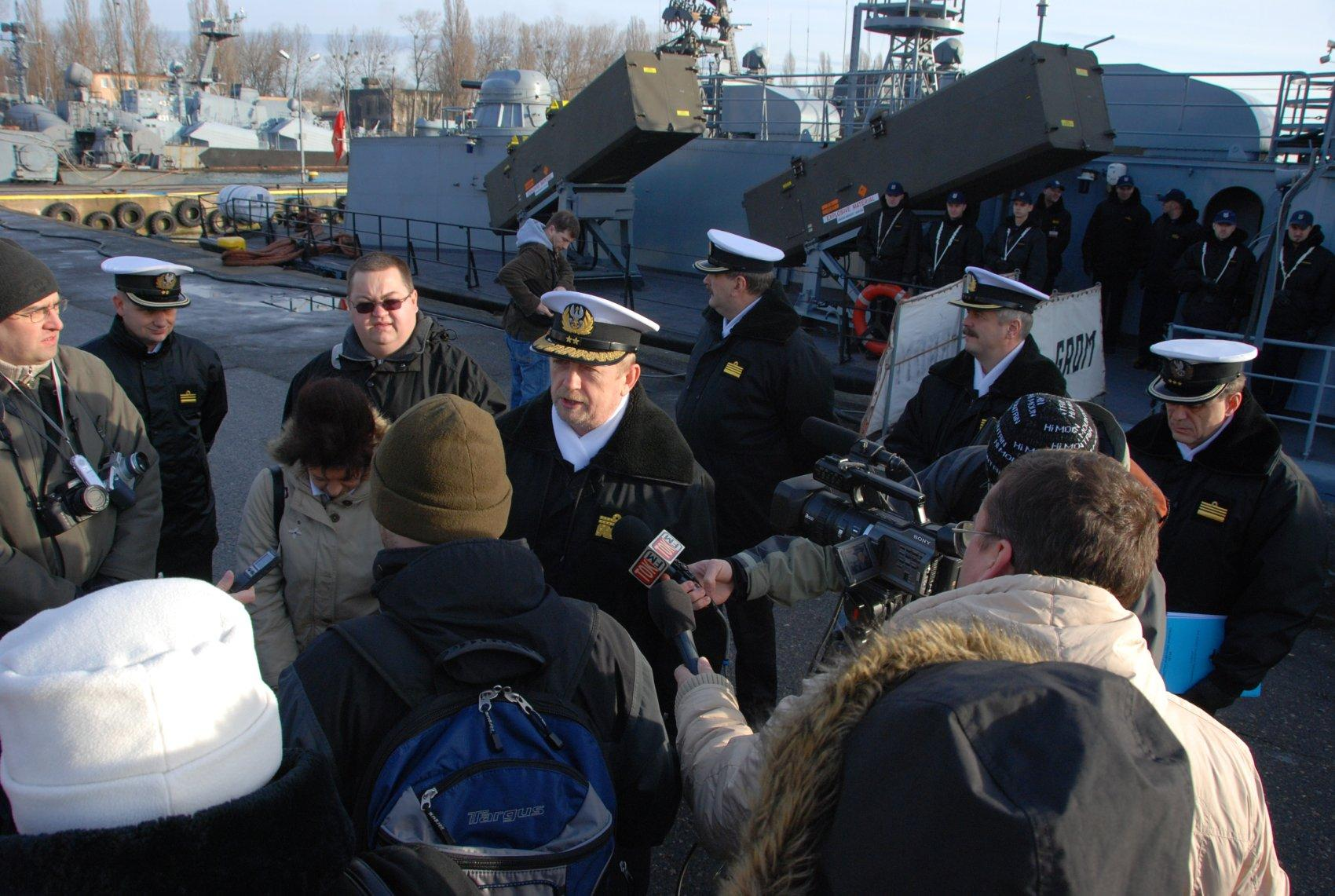
Wiceadm. Andrzej Karweta (w środku) podczas konferencji prasowej Marynarki Wojennej w 2008

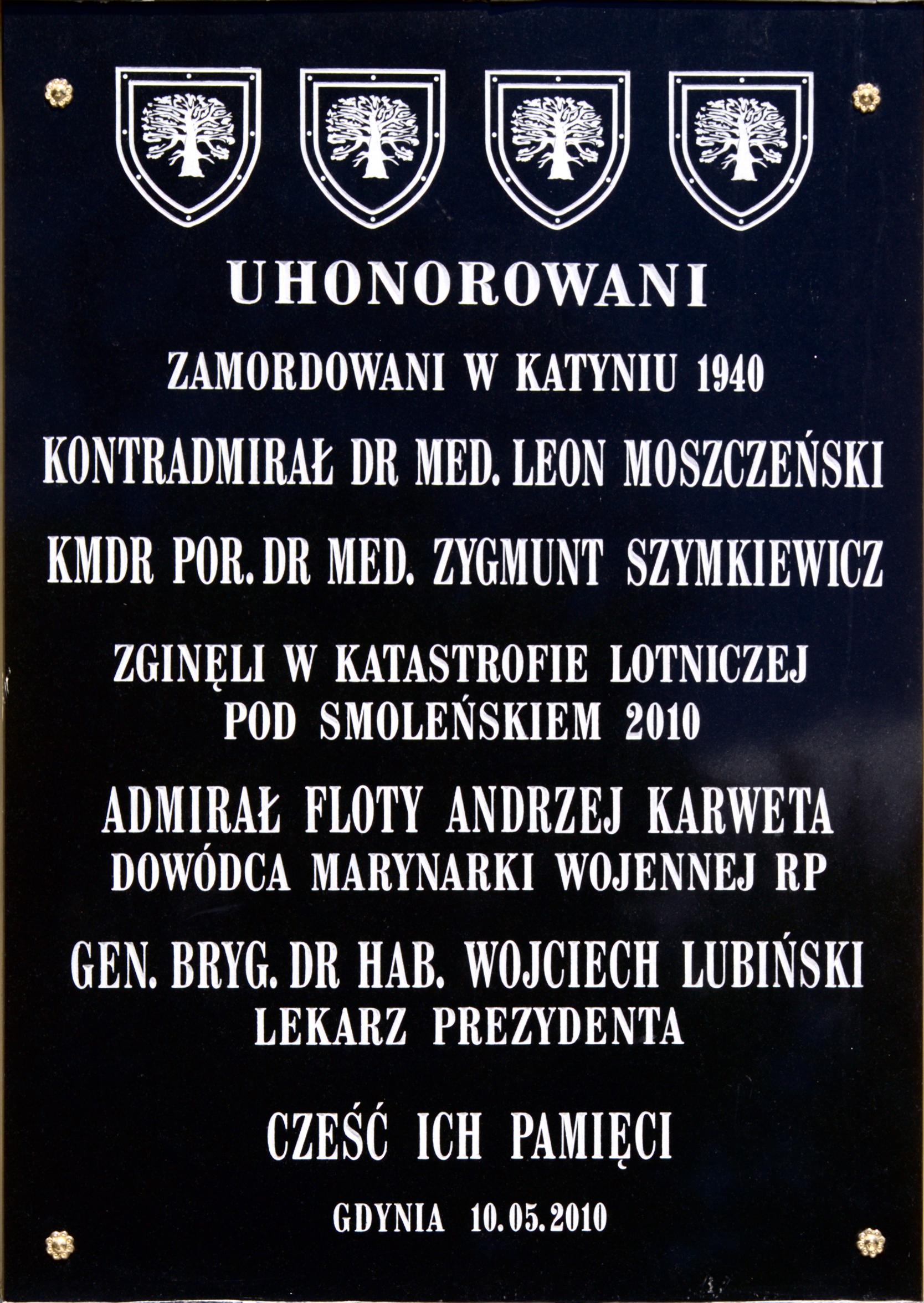
Tablica pamiątkowa przy Wojskowej Specjalistycznej Przychodni Lekarskiej na Oksywiu, upamiętniająca kontradm. dr. med. Leona Moszczeńskiego i kmdr. por. dr. med. Zygmunta Szymkiewicza, zamordowanych w Katyniu, oraz adm. floty Andrzeja Karwetę i gen. bryg. dr. med. Wojciecha Lubińskiego, którzy zginęli w katastrofie w Smoleńsku

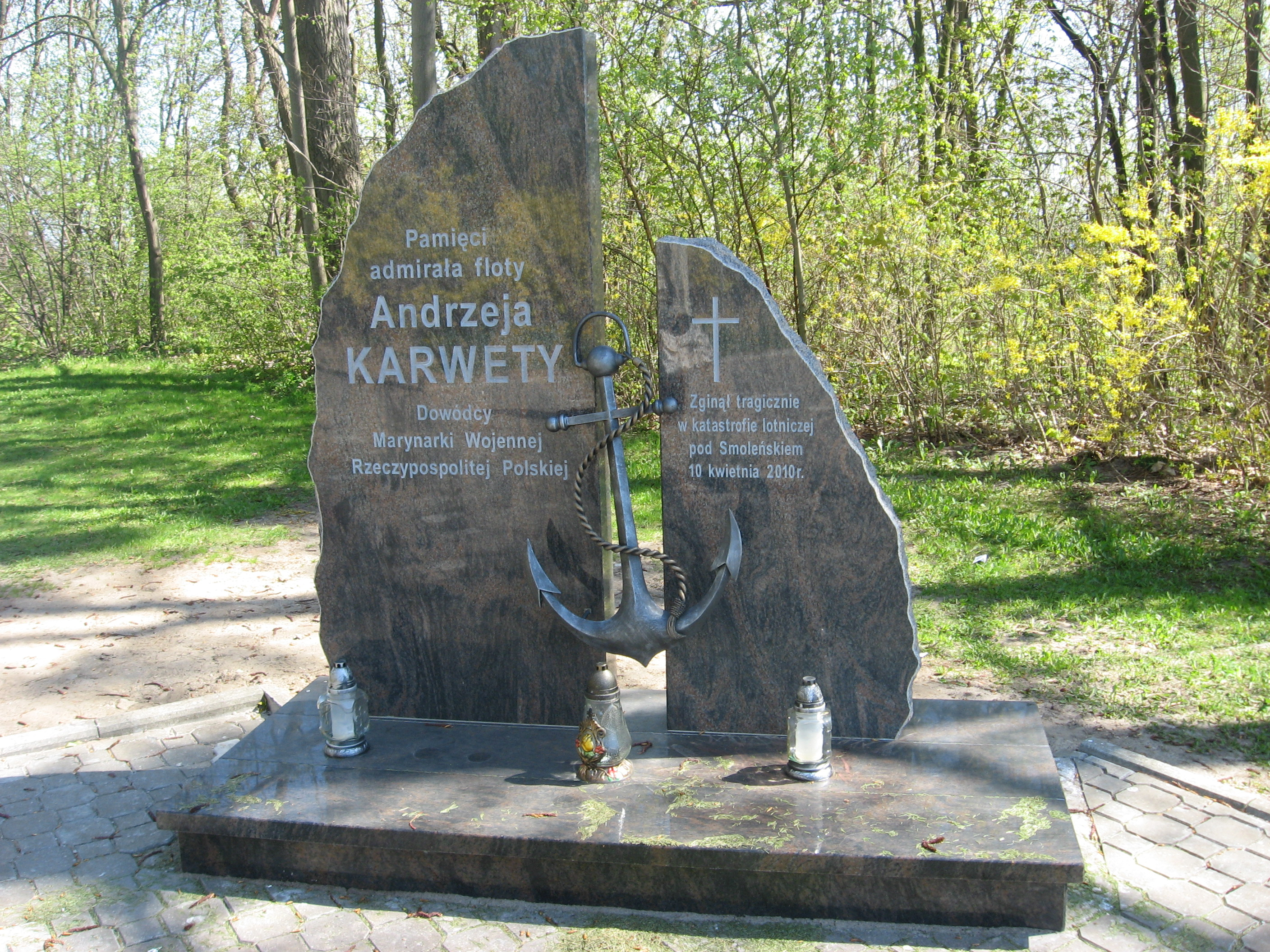
Pomnik pamięci adm. Andrzeja Karwety na Cmentarzu Marynarki Wojennej w Gdyni-Oksywiu

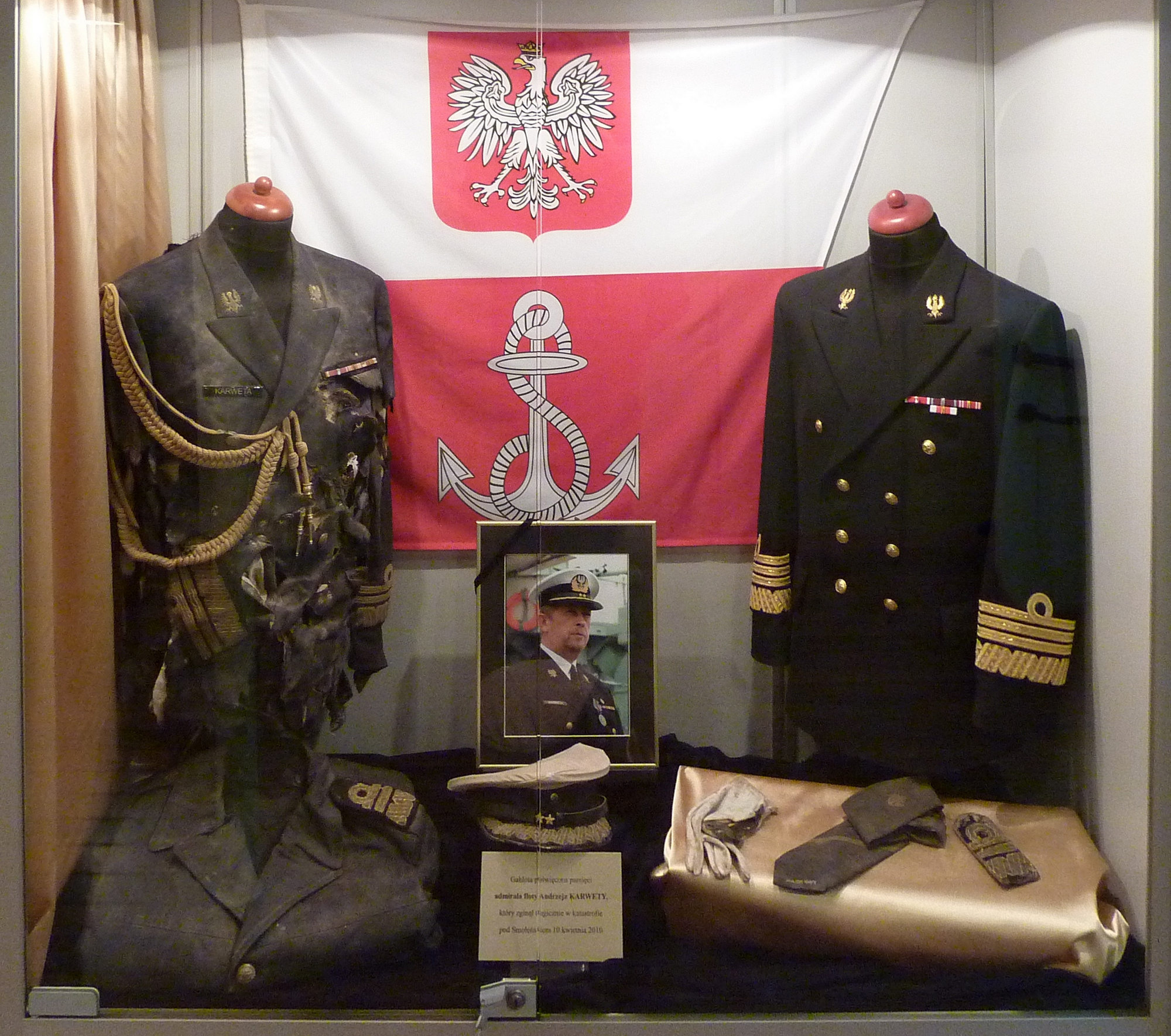
Gablota poświęcona pamięci admirała floty Andrzeja Karwety na niszczycielu ORP „Błyskawica”

Na pierwsze stanowisko wyznaczono go do 13. Dywizjonu Trałowców w Helu, który wchodził w skład 9. Flotylli Obrony Wybrzeża im. kontradm. Włodzimierza Steyera. Początkowo był dowódcą działu okrętowego, a następnie zastępcą dowódcy okrętu na trałowcach.
W 1986 roku został dowódcą trałowca ORP „Czapla” projektu 206F. Trzy lata później objął dowództwo nad bliźniaczym ORP „Mewa” i jednocześnie dowodził grupą taktyczną 13. Dywizjonu Trałowców. Od 1992 do 1996 roku pełnił funkcję szefa sztabu – zastępcy dowódcy 13. Dywizjonu Trałowców, po czym w stopniu komandora był dowódcą tej jednostki wojskowej.
Podczas manewrów wojskowych US BALTOPS 2000 na Morzu Bałtyckim w 2000 roku dowodził międzynarodowym zespołem okrętów przeciwminowych.
W 2002 roku został zastępcą szefa Oddziału Broni Podwodnej w Naczelnym Dowództwie Sojuszniczych Sił Zbrojnych NATO na Oceanie Atlantyckim (ang. Supreme Allied Command Atlantic – SACLANT). Równolegle wykonywał obowiązki polskiego narodowego przedstawiciela wojskowego przy Kwaterze Głównej SACLANT w Norfolk. W związku z reorganizacją w 2003 roku objął stanowisko polskiego narodowego przedstawiciela łącznikowego w Sojuszniczym Dowództwie Transformacji NATO w Norfolk (ang. Allied Command Transformation – ACT).
W 2005 roku powrócił do kraju, gdzie do 2006 roku był zastępcą dowódcy 8. Flotylli Obrony Wybrzeża im. wiceadm. Kazimierza Porębskiego w Świnoujściu. Z dniem 3 maja 2007 roku został awansowany na kontradmirała i wyznaczony zastępcą szefa Sztabu Marynarki Wojennej w Gdyni.
8 listopada 2007 roku prezydent Lech Kaczyński mianował go na stopień wiceadmirała i powierzył z dniem 11 listopada 2007 dowodzenie Marynarką Wojenną.

## Śmierć i pogrzeb
10 kwietnia 2010 zginął w katastrofie polskiego samolotu Tu-154M w Smoleńsku w drodze na obchody 70. rocznicy zbrodni katyńskiej. 15 kwietnia 2010 został pośmiertnie awansowany do stopnia admirała floty. 26 kwietnia 2010 roku odbyła się uroczystość żałobna na pokładzie okrętu-muzeum ORP „Błyskawica” w honorowej asyście marynarzy i pocztów sztandarowych wszystkich jednostek Marynarki Wojennej, a także sześciu okrętów Marynarki Wojennej (ORP „Flaming”, ORP „Orkan”, ORP „Metalowiec”, ORP „Kaszub”, ORP „Hydrograf”, ORP „Piast”) oraz francuskiego okrętu FS „Sagitaire”, po czym adm. Andrzej Karweta został pochowany w Baninie w asyście Kompanii i Orkiestry Reprezentacyjnej Marynarki Wojennej. Drugi pochówek Andrzeja Karwety odbył się 30 października 2015.
Jego ciało zostało ekshumowane 26 czerwca 2017 w związku z prowadzonym w Prokuraturze Krajowej śledztwem w sprawie katastrofy smoleńskiej. Śledztwo wykazało, że w jego grobie znajdowały się elementy ciał 7 innych osób, a 7 fragmentów ciała Andrzeja Karwety odnaleziono w 4 innych grobach.

## Upamiętnienie

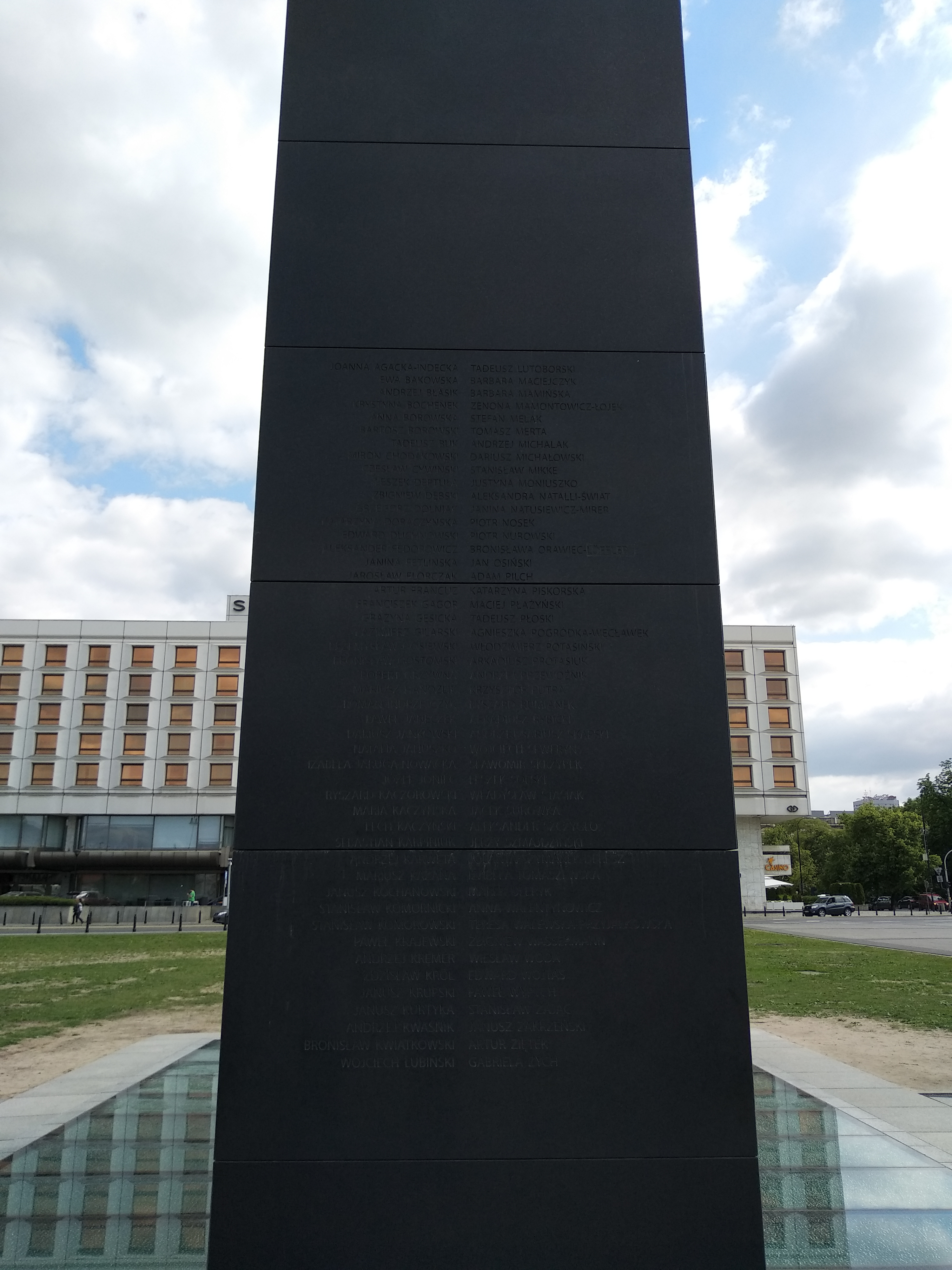
Andrzej Karweta upamiętniony na Pomniku Ofiar Tragedii Smoleńskiej 2010 roku w Warszawie

10 maja 2010 na Oksywiu uroczyście posadzono poświęcony mu Dąb Pamięci, a w czerwcu 2010 roku Rada Miejska Gdyni podjęła decyzję o nadaniu jego imienia parkowi w okolicach ul. Śmidowicza na Oksywiu. 3 lipca 2010 został uhonorowany tablicą pamiątkową w kształcie róży wiatrów w Ogólnopolskiej Alei Zasłużonych Ludzi Morza w Rewie.
27 sierpnia 2010 uchwałą rady miejskiej w Żukowie drodze we wsi Miszewo nadano nazwę ul. Admirała Andrzeja Karwety.
28 listopada 2010 odsłonięto pomnik adm. Andrzeja Karwety na Cmentarzu Marynarki Wojennej w Gdyni-Oksywiu oraz poświęconą mu tablicę pamiątkową na frontonie Dowództwa Marynarki Wojennej w Gdyni.
10 kwietnia 2011 w kaplicy Parafii Wojskowej pw. bł. ks. kmdr. ppor. Władysława Miegonia przy 8 Flotylli Obrony Wybrzeża w Świnoujściu odsłonięto tablicę pamiątkową poświęconą adm. Andrzejowi Karwecie i bp. Tadeuszowi Płoskiemu. Tego samego dnia w Sali Tradycji Centrum Szkolenia Marynarki Wojennej w Lędowie koło Ustki uroczyście odsłonięto portret adm. Andrzeja Karwety.
10 kwietnia 2013 decyzją ministra obrony narodowej Tomasza Siemoniaka adm. floty Andrzej Karweta został patronem 13. Dywizjonu Trałowców. Uroczystość nadania imienia miała miejsce 29 kwietnia 2013.
12 września 2015 roku w parafii Podwyższenia Krzyża Św. w Jaworznie-Jeleniu odsłonięto tablicę upamiętniającą admirała Andrzeja Karwetę. Tablicę poświęcił Ksiądz Biskup Grzegorz Kaszak
7 kwietnia 2017 w I Liceum Ogólnokształcącym im. Stanisława Staszica w Chrzanowie odsłonięto tablicę upamiętniającą admirała Andrzeja Karwetę.
Andrzej Karweta został także upamiętniony w wierszach, tworzonych przez jego żonę Mariolę.
Generałowie Andrzej Karweta, Andrzej Błasik i Bronisław Kwiatkowski zostali upamiętnieni w filmie dokumentalnym autorstwa Anity Gargas pt. W imię honoru z 2016, w których wystąpiły ich małżonki.

## Życie prywatne
Andrzej Karweta był żonaty z Marią (Mariolą) Jolantą. Zostawił troje dorosłych dzieci (dwie córki i syna). Interesował się historią i modelarstwem okrętowym. Uprawiał turystykę rowerową i pieszą.

## Odznaczenia i wyróżnienia
- Krzyż Komandorski Orderu Odrodzenia Polski (2010, pośmiertnie)[29]
- Srebrny Krzyż Zasługi (2005)[30]
- Brązowy Krzyż Zasługi (2001)[31]
- Złoty Medal „Siły Zbrojne w Służbie Ojczyzny”
- Srebrny Medal „Siły Zbrojne w Służbie Ojczyzny”
- Brązowy Medal „Siły Zbrojne w Służbie Ojczyzny”
- Złoty Medal „Za zasługi dla obronności kraju”
- Odznaka honorowa „Dowódcy Okrętu Marynarki Wojennej”
- Medal „Pro Memoria”
- Medal 100-lecia ustanowienia Sztabu Generalnego Wojska Polskiego – 2018, pośmiertnie[32]
- Pierścień Hallera - najwyższe wyróżnienie Ligi Morskiej i Rzecznej
- Wielki Oficer Orderu Zasługi (2008, Portugalia)[33]
- Tytuł „Zasłużony dla województwa śląskiego” (przyznany pośmiertnie uchwałą Sejmiku Województwa Śląskiego w 2011)[34]
- Dyplom honorowy „Za zasługi dla miasta Jaworzna” (przyznany pośmiertnie uchwałą Rady Miejskiej w Jaworznie w 2011)[35]